# San Juan Tamazola
San Juan Tamazola è un comune del Messico, situato nello stato di Oaxaca.